# دونالد إس. سترونج
دونالد إس. سترونج (بالإنجليزية: Donald S. Strong)‏ هو عالم سياسة أمريكي، ولد في 31 ديسمبر 1912 في نيويورك في الولايات المتحدة، وتوفي في 28 أغسطس 1995 في أوستن في الولايات المتحدة.